# Faro de Mazatlán
Der Leuchtturm Mazatlán auf der Isla Crestón liegt südlich des Hafens von Mazatlán direkt am östlichen Eingang zum Innenhafen, an der Südwestküste des  Bundesstaats Sinaloa, genau gegenüber der südlichsten Spitze der Baja California.  Der Leuchtturm zählt zu den bekanntesten in ganz Mexiko und hat unter den Sehenswürdigkeiten dieser Provinz Wahrzeichencharakter.

## Geschichte
Im Jahr 1821 erhielt die Stadt Mazatlán durch ein Verfassungs-Dekret der Cortes von Cádiz die Zertifizierung als erster Hochseehafen im mexikanischen Pazifik. Diese Entscheidung öffnete die Türen zum internationalen Handel und führte in Verbindung mit dem schnellen Wachstum großer Bergbau- und Handelskonsortien zu einer Intensivierung des Schiffsverkehrs. Damals war es durchaus üblich, dass jedes Jahr mehr als 60 Schiffe aus Europa und dem Fernen Osten mit Waren unterschiedlicher Art im Hafen eintrafen. Die Schiffe brachen nach mehrtägigem Aufenthalt mit Proviant zu ihren Herkunftshäfen auf, beladen mit Gold- und Silberbarren aus den reichen Minen der Region.
Im Jahr 1828 wurde die Insel El Crestón bereits für die Schiffsnavigation zur Signalisierung genutzt. Auf der Spitze des imposanten Hügels existierte nur ein kleiner gemauerter Turm, auf dem mit Holz und Holzkohle gespeiste Fackeln angezündet wurden. Das Licht konnte nur aus sehr kurzer Entfernung wahrgenommen werden. Diese Situation verbesserte sich im Laufe der Jahre, als man begann, Öl- und Petroleumlampen zu verwenden, die bereits ein intensiveres und durchdringenderes Licht ermöglichten. 1879 wurde eine speziell in England hergestellte gasbetriebene Lampe installiert, die Licht durch eine spezielle Fresnel-Linse erzeugte und aufgrund ihrer technischen Eigenschaften eine intensivere Lichterzeugung ermöglichte. 1892 entwarf und baute der aus Mazatlán stammende Ingenieur José Natividad González ein kleines viereckiges Gebäude, das den Leuchtturm aufnahm. 1905 wurde eine rotierende Lampe installiert. Ende der 1920er Jahre wurde sie mit einer Konstantlampe mit Dreidochtbrenner betrieben und später durch Lampen mit elektrischen Glühfäden ersetzt.
Die Erweiterung des Wellenbrechers von Land aus und seine künstliche Auffüllung trennten die Insel El Crestón nicht länger vom Hafen von Mazatlán.
Heute ist dieser Leuchtturm – ausgestattet mit Schiffsverkehrsradaren und einer 1000-W-Lampe, die eine Reichweite von 33 Seemeilen erreicht – voll funktionsfähig.

## Beschreibung
Der Leuchtturm ist ein großer quadratischer Mauerwerksturm mit einer runden Laterne und Galerie, aufgesetzt auf einem einstöckigen Wirtschaftsgebäude. Zu Beginn der 1920er Jahre änderte sich das Beleuchtungssystem, als man begann, Lampen mit elektrischen Glühfäden zu verwenden. Die Optik der Laterne ist mit einer Fresnellinse 2. Ordnung immer noch im Einsatz. Das Gebäude ist mit blauen und weißen horizontalen Streifen bemalt. Die Laterne ist rot lackiert.
Die Anlage ist eine mit Personal besetzte Leuchtturmstation.
Die Navigationshilfen in Mexiko werden von der Abteilung für Hafenkapitäne und maritime Angelegenheiten  (UNICAPAM) Unidad de Capitanías de Puerto y Asuntos Marítimos verwaltet.

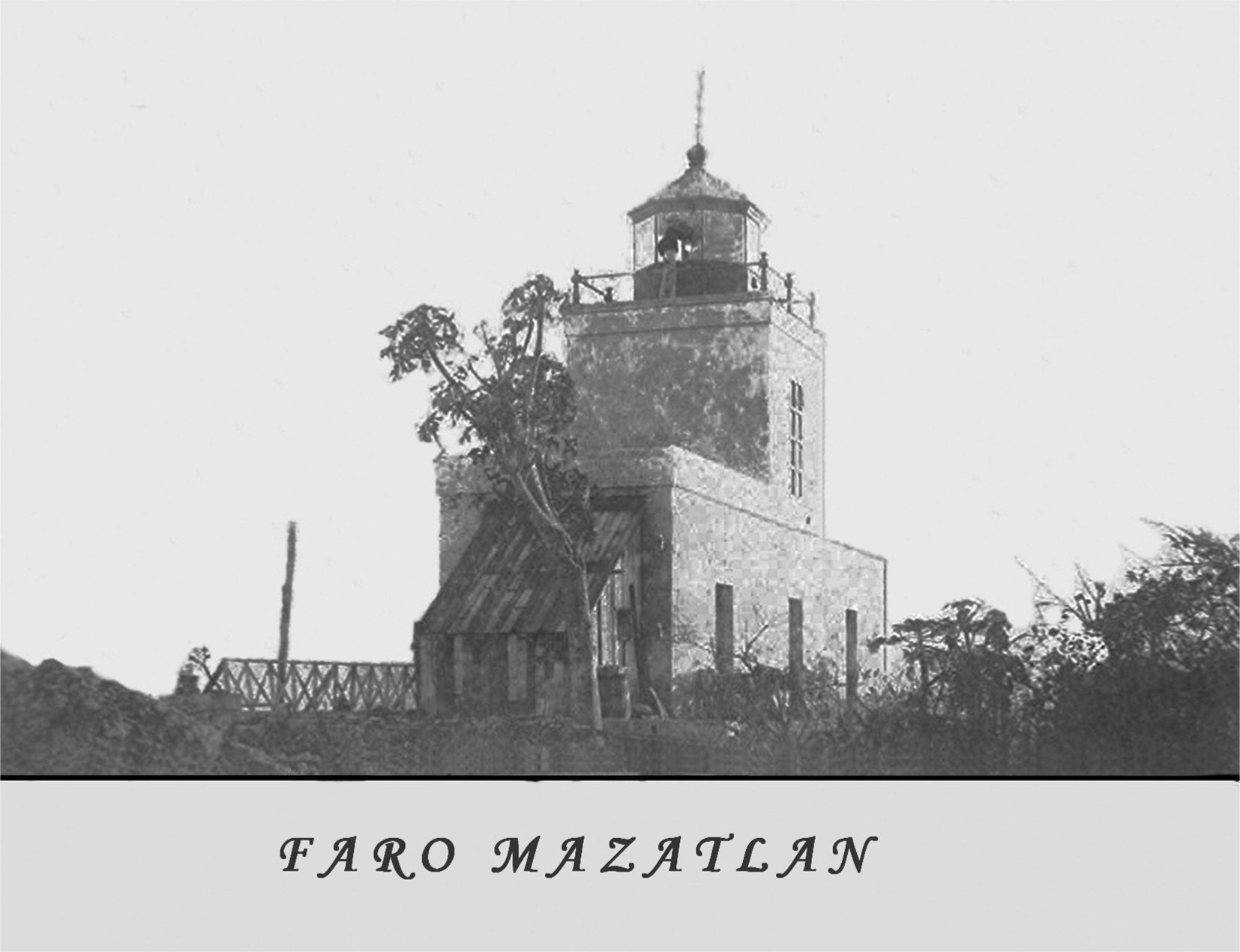
Faro de Mazatlán, um 1920
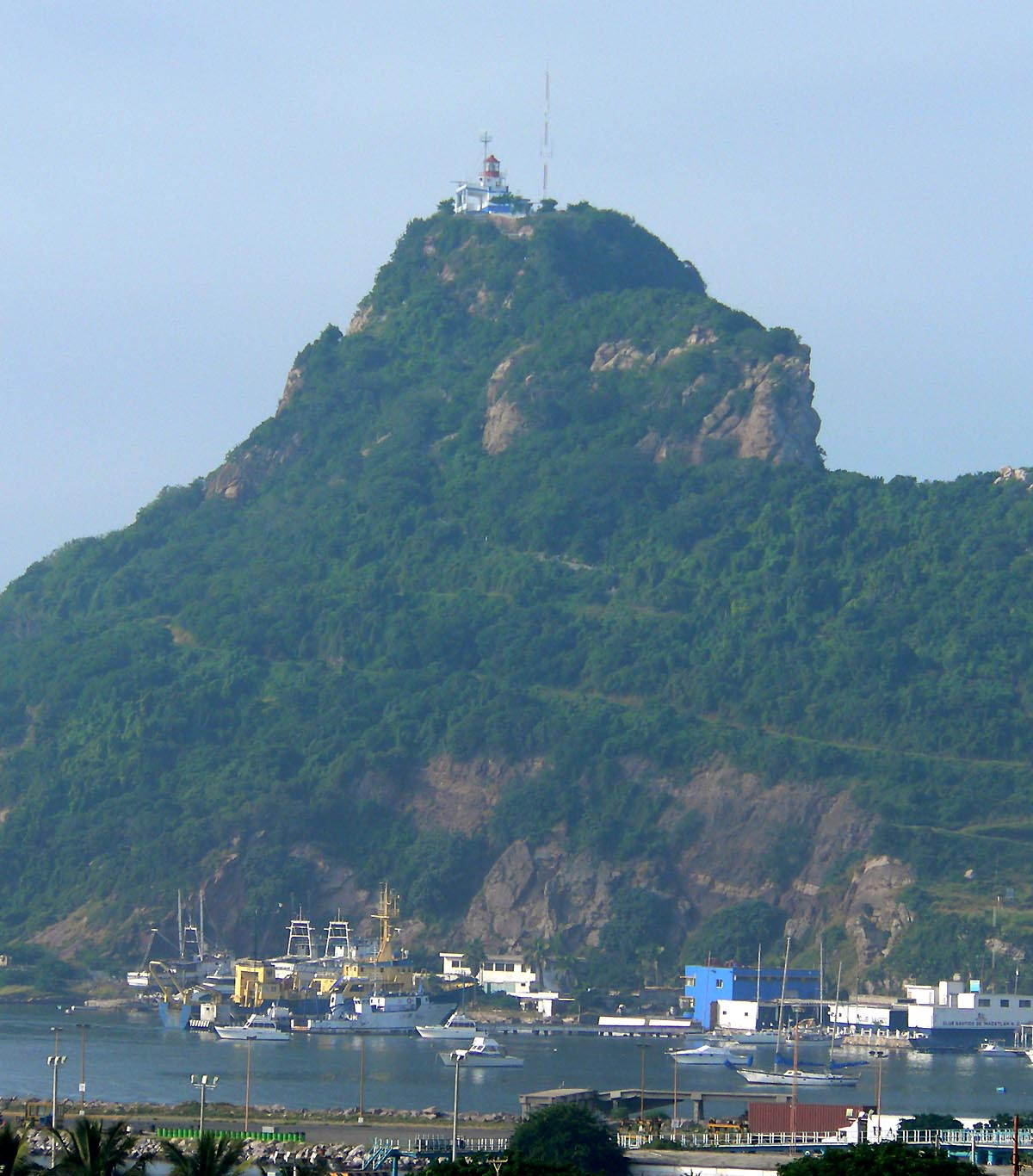
Blick auf El Faro, 2005
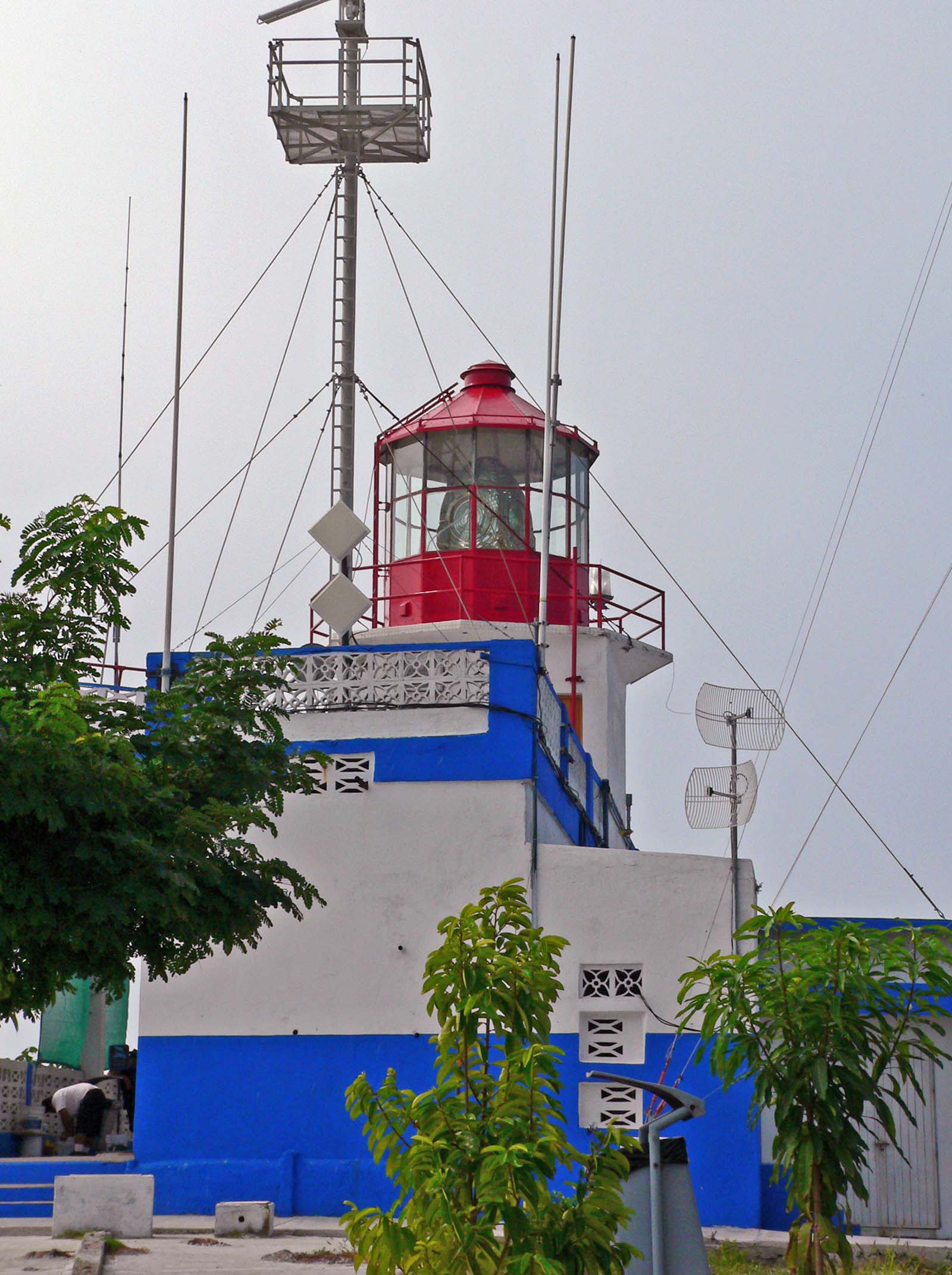
Leuchtturm, 2005
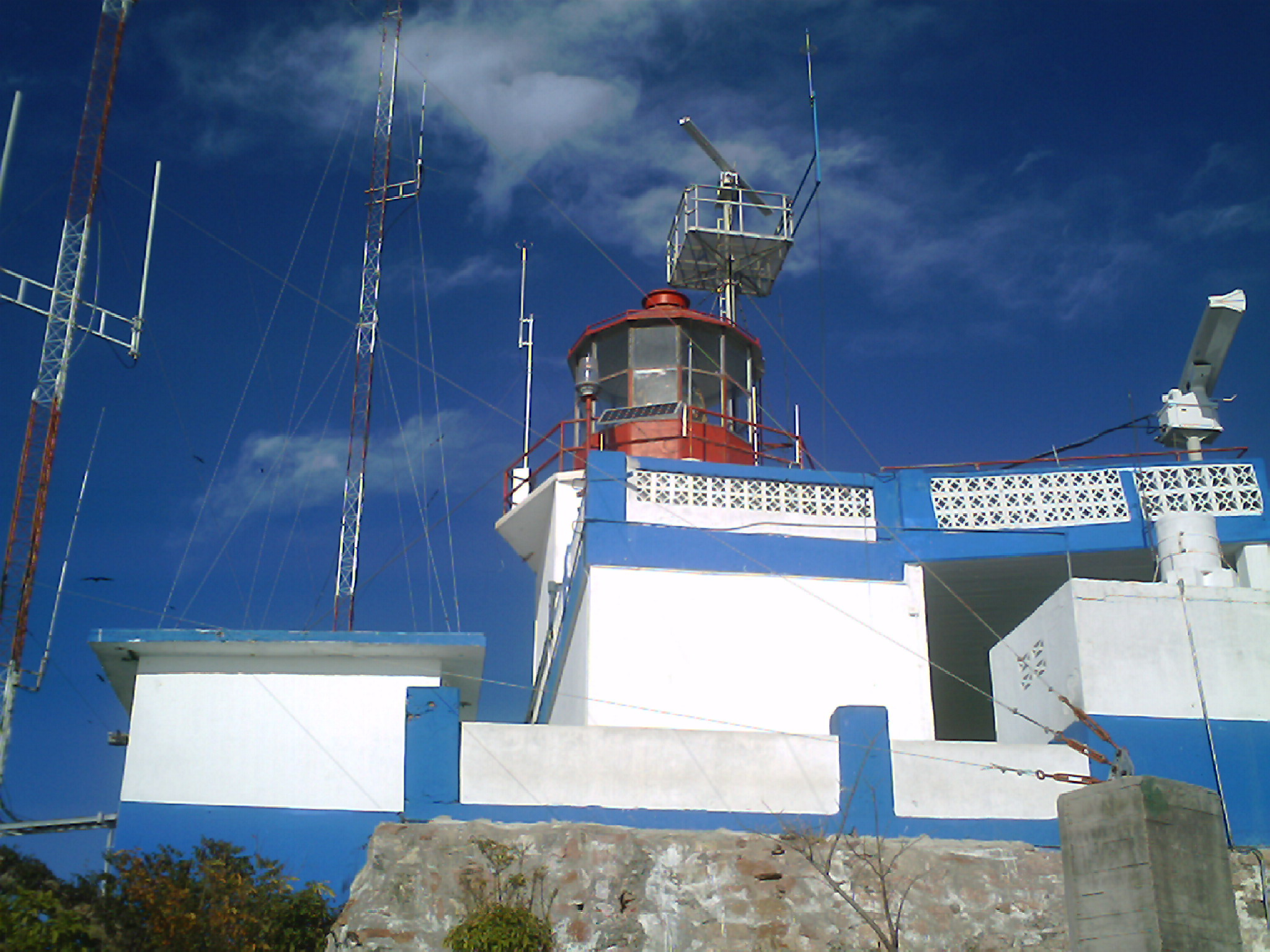
Leuchtturm, 2007

Auf der westlichen Klippenseite befindet sich eine gläserne Aussichtsplattform (Mirador de Cristal).